# Gudam

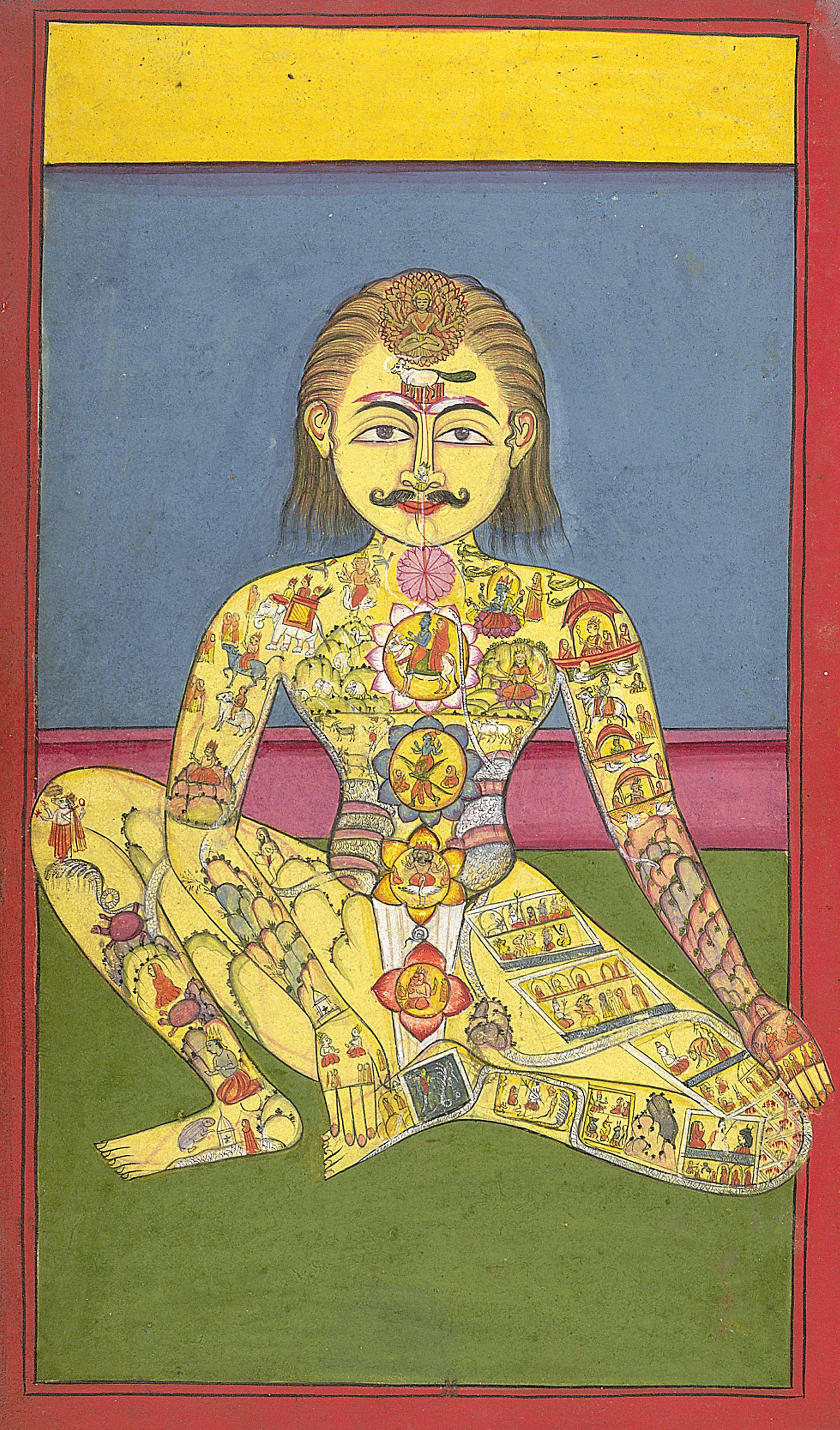
Oude Tibetaanse kaart met de 7 Chakra's en de belangrijkste marmapunten.

Gudam (Gudam-punt) is een marmapunt gelegen op de billen. Marmapunten worden in Oosterse filosofieën gebruikt bij massage, yoga, reflexologie en reiki. Men gelooft dat een marmapunt op een nadi ligt en zo een uitwerking kan hebben op een bepaald lichaamsdeel, proces of emotie
| Gudam   |                                                           |
| ------- | --------------------------------------------------------- |
| Positie | Gudam is gelegen op de bovendeel van de bilspleet         |
| Functie | dit punt heeft invloed op het Muladhara (perineum chakra) |

## Overige marmapunten
Naar schatting zijn er 62.000 marmapunten in het lichaam. De belangrijkste 52 zijn: